# Henryk Urbanowski
Henryk Urbanowski (ur. 1949 w Warszawie, zm. 25 marca 2011 w Rabce-Zdroju) – polski dziennikarz i pisarz, wieloletni korespondent polskiej prasy w Moskwie.
W ostatnich latach życia mieszkał w Rabce-Zdroju, gdzie między innymi pisywał artykuły na stronę internetową Urzędu Miejskiego. 
Zmarł na skutek raka. Został pochowany 2 kwietnia 2011 na cmentarzu przy ulicy Kardynała Wyszyńskiego w Bydgoszczy.

## Wybrana bibliografia autorska
- Gorczańska dziwożona (Wydawnictwo Miniatura, 2004)
- Najpiękniejsze dwory polskie ("Świat Książki", Warszawa, 2004) wraz z Zenonem Żyburtowiczem
- Syberia pełna tajemnic ("Świat Książki", Warszawa, 2005) wraz z Zenonem Żyburtowiczem (foto)